# Wesensschau
Met de term Wesensschau wordt het vatten van het wezenlijke, essentiële der dingen bedoeld, zonder daarbij gebruik te maken van een rationeel, idealistisch of empirisch 'filter'. Het is een belangrijk begrip in de fenomenologie van Husserl.
Het (aan)schouwen van ideeën van Plato kan als voorloper van de Wesensschau worden gezien.